# ゴールデンまなびウィーク
『ゴールデンまなびウィーク』は日本テレビで2018年から2020年までゴールデンウィークに放送されていた企画である。

## 概要
2017年度まで日本テレビ系列局は「7daysTV　かぞくって、なんだ。」を編成していたが、この企画が2017年度で終了したため、それに代わる企画として誕生したのがこの企画である。「塾長」として所ジョージを起用、「塾生」として東京大学農学部出身の同局アナウンサー・桝太一と水卜麻美を迎えた。
この企画は2020年度を以て終了し、2021年度からは5月下旬に移し「GOOD FOR THE PLANET」（2020年6月に第1回を実施）が編成されている。

## 放送リスト
| 回 | 年   | 期間    | 期間   | テーマ                   |
| -- | ---- | ------- | ------ | ------------------------ |
| 1  | 2018 | 4月30日 | 5月6日 | にっぽんを、まなぶ。     |
| 2  | 2019 | 4月29日 | 5月5日 | 新しい世界を、まなぶ。   |
| 3  | 2020 | 4月29日 | 5月6日 | 新しいチカラを、まなぶ。 |

## 出演者
塾長
- 所ジョージ

塾生
- 桝太一（当時日本テレビアナウンサー）
- 水卜麻美（日本テレビアナウンサー）
- 3時のヒロイン（2020年のみ）

塾生代表
- 川栄李奈（2018年）
- 中村倫也（2019年）
- 杉野遥亮（2020年）

ネット塾生
- キズナアイ（2019年）

## 参加番組
2018年
- Oha!4 NEWS LIVE
- ZIP!
- スッキリ
- PON!
- ヒルナンデス!
- news every.
- NEWS ZERO
- ズームイン!!サタデー
- シューイチ
- Going!Sports&News
- 真相報道 バンキシャ!
- 有吉ゼミ!まる見えコラボSP（4月30日）
- 世界まる見え!有吉ゼミコラボSP!（4月30日）
- 人生が変わる1分間の深イイ話（4月30日）
- しゃべくり007（4月30日）
- 密着21年 大家族 石田さんチ 緊急招集!最後の家族旅行（5月1日。19:00 - 20:54）
- ザ!世界仰天ニュース（5月1日。21:00 - 22:54）
- 笑ってコラえて!学びSP（5月2日。19:00 - 20:54）
- 今夜くらべてみました（5月2日）
- 情報ライブ ミヤネ屋（5月3日）
- 得する人損する人（5月3日。19:00 - 20:54）
- 世界でたったひとつのプレミアムテスト（5月4日。19:00 - 20:54）
- スペシャルドラマ「天才バカボン3」（5月4日。21:00 - 22:54）
- ゴールデンまなび大賞（5月5日。13:30 - 15:00）
- 世界一受けたい授業 日本に迫る7つの危機2時間SP（5月5日。19:00 - 20:54）
- 所さんの目がテン!（5月6日）
- 上田晋也の日本メダル話（5月6日）

2019年
- クイズ!あなたは小学5年生より賢いの?（5月3日。19:00 - 20:54。当時は単発）

2020年
- ZIP!
- スッキリ
- バゲット
- ヒルナンデス!
- news every.
- newszero
- 1億人の大質問!?笑ってコラえて!（4月29日。19:00 - 20:54）
- ぐるぐるナインティナイン（4月30日。19:00 - 20:54）
- Oha!4 NEWS LIVE（5月1日）
- クイズ!あなたは小学5年生より賢いの?（5月1日。19:00 - 20:54。レギュラー化では初）
- ズームインサタデー（5月2日）
- ノーベルまなび大賞（5月2日、13:30 - 15:00）
- 天才!志村どうぶつ園（5月2日）
- 世界一受けたい授業（5月2日）
- Going!Sports&News（5月2日・5月3日）
- シューイチ（5月3日）
- 笑点（5月3日）
- 櫻井翔×池上彰 教科書で学べないニッポンの超難問（5月4日。19:00 - 21:00）
- しゃべくり007+人生が変わる1分間の深イイ話合体SP（5月4日。21:00 - 22:54）
- 火曜サプライズ（5月5日）
- ザ・世界仰天ニュース（5月5日。19:00 - 20:54）
- 今夜くらべてみました（5月6日）